# دیرک دامن
دیرک دامن (انگلیسی: Dirk Dammann؛ زادهٔ ۱۴ اوت ۱۹۶۷) بازیکن فوتبال اهل آلمان است.
از باشگاه‌هایی که در آن بازی کرده‌است می‌توان به باشگاه فوتبال سن پائولی اشاره کرد.